# Dižstende
Dižstende, deutsch Dijstende ist ein Dorf mit 387 Einwohnern (Stand Oktober 2022) im Bezirk Bezirk Talsi in Lettland. Es liegt am Fluss Stende, in der Nähe der Autobahnen A10 und P120. Dižstende liegt 5,6 Kilometer vom Zentrum des Dorfes Mundigciems, 7,5 Kilometer vom Zentrum der Stadt Talsi und 112 Kilometer von Riga entfernt.